# 93. vestlige længdekreds
Den 93. vestlige længdekreds (eller 93 grader vestlig længde) er en længdekreds, der ligger 93 grader vest for nulmeridianen. Den løber gennem Ishavet, Nordamerika, Stillehavet, det Sydlige Ishav og Antarktis.